# Tetsubin

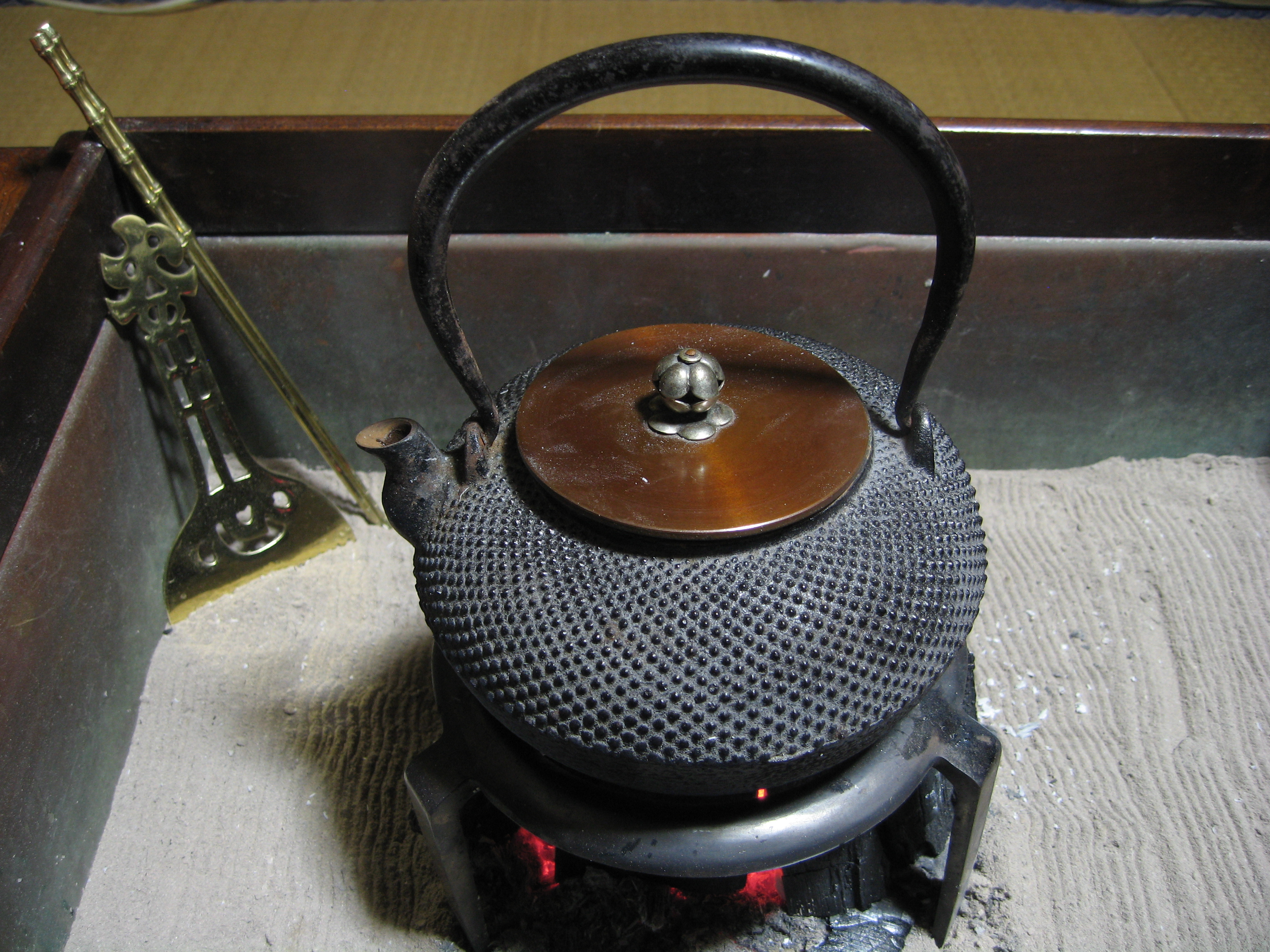
En tetsubin på en japansk kolgrill (Hibachi).

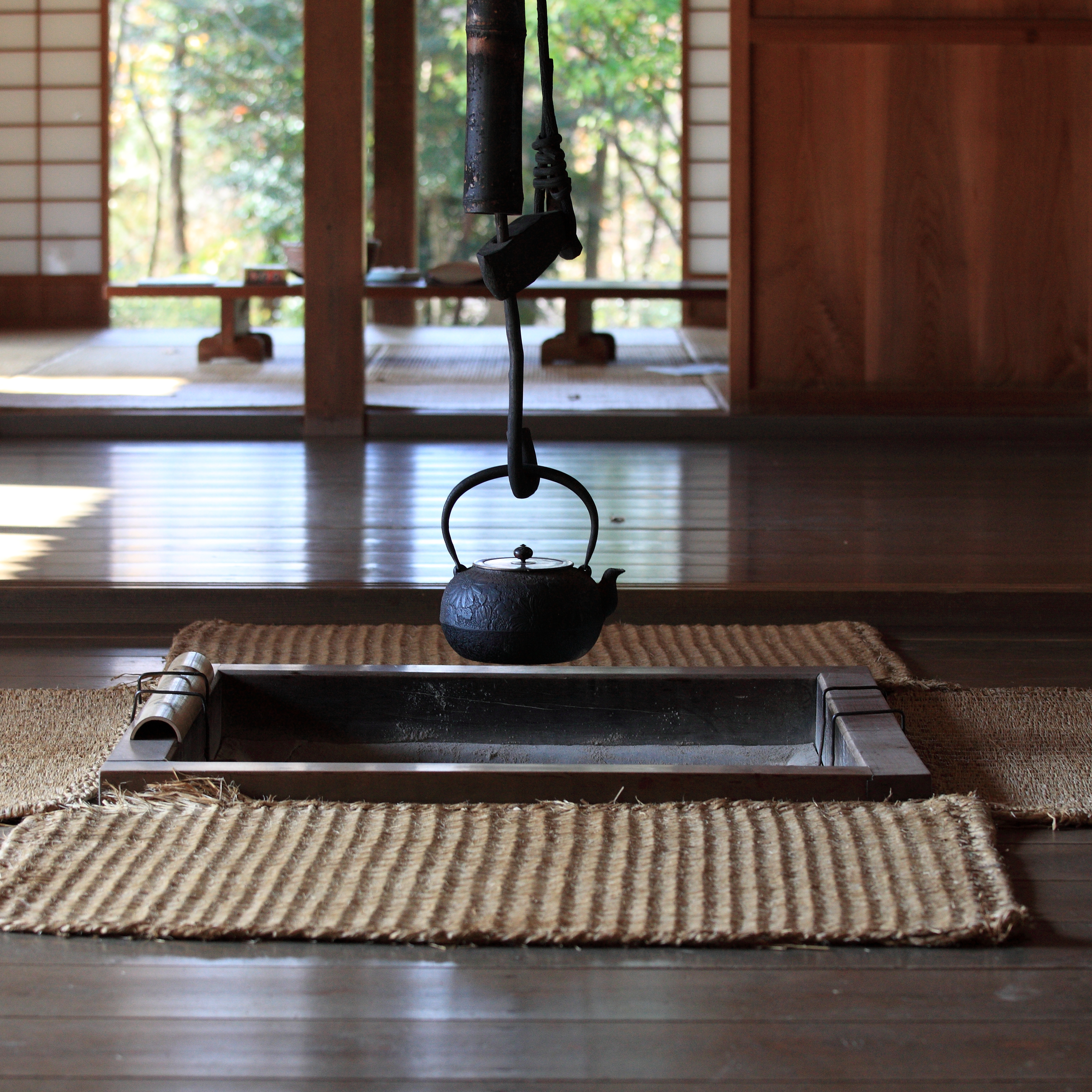
En tetsubin över en härd i ett traditionellt japanskt hus.

Tetsubin (japanska: 鉄 tetsu järn; 瓶 bin kanna) är en japansk tekanna av gjutjärn som används till att koka vatten till en japansk teceremoni. 
Den har anor från 1600-talet från ett område runt staden
Morioka som kallades Namburegionen under Edoperioden.
Den har ofta ett mönster på utsidan, men insidan är obehandlad så små mängder järn kan lösa sig i det varma vattnet och ge teet en mer aromatisk smak.
Från början var en tetsubin endast sparsamt dekorerad, men mot slutet av 1990-talet anpassades modellerna till marknader i Europa och andra västländer. De emaljerades på insidan och framställdes i många färger och några försågs med en tesil av aluminium. Emaljen hindrar utlakningen av järn så teet smakar annorlunda när man använder en emaljerad tetsubin.